# Федосіївська сільська рада
Федосі́ївська сільська́ ра́да — колишня  адміністративно-територіальна одиниця та орган місцевого самоврядування у Окнянському районі Одеської області. Адміністративний центр — село Федосіївка.

## Загальні відомості
- Територія ради: 43,29 км²
- Населення ради: 764 особи (станом на 2001 рік)

## Населені пункти
Сільській раді підпорядковані населені пункти:
- с. Федосіївка
- с. Новокрасне

## Населення
Згідно з переписом УРСР 1989 року чисельність наявного населення сільської ради становила 826 осіб, з яких 367 чоловіків та 459 жінок.
За переписом населення України 2001 року в сільській раді мешкала 761 особа.

### Мова
Розподіл населення за рідною мовою за даними перепису 2001 року:
| Мова       | Відсоток |
| ---------- | -------- |
| українська | 89,66 %  |
| молдовська | 9,16 %   |
| російська  | 1,18 %   |

## Склад ради
Рада складається з 12 депутатів та голови.
- Голова ради:

### Керівний склад попередніх скликань
| Прізвище, ім'я, по батькові | Основні відомості                                    | Дата обрання | Дата звільнення |
| --------------------------- | ---------------------------------------------------- | ------------ | --------------- |
| Бесчотна Клавдія Миколаївна | Сільський голова, 1954 року народження, позапартійна | 26.03.2006   | 31.10.2010      |

Примітка: таблиця складена за даними сайту Верховної Ради України

### Депутати
За результатами місцевих виборів 2010 року депутатами ради стали:

#### За суб'єктами висування
| Суб'єкт висування             | Кількість обраних депутатів | %    |
| ----------------------------- | --------------------------- | ---- |
| Партія регіонів               | 7                           | 58,3 |
| Соціалістична партія України  | 3                           | 25   |
| Політична партія «Фронт Змін» | 1                           | 8,3  |
| Самовисування                 | 1                           | 8,3  |

#### За округами
| № округу                      | Прізвище, ім'я, по батькові   | Дата визнання обраним | Освіта             | Партійна приналежність                        | Відомості про обраного депутата                                        |
| ----------------------------- | ----------------------------- | --------------------- | ------------------ | --------------------------------------------- | ---------------------------------------------------------------------- |
| Партія регіонів               |                               |                       |                    |                                               |                                                                        |
| 1                             | Козик Віктор Васильович       | 04.11.2010            | середня            | член Партії регіонів                          | фермерське господарство «Берлян», різноробочий                         |
| 4                             | Худь Неля Федорівна           | 04.11.2010            | середня            | член Партії регіонів                          | тимчасово не працює                                                    |
| 7                             | Загоцька Валентина Павлівна   | 04.11.2010            | середня            | член Партії регіонів                          | ПСП «Мир», різноробоча                                                 |
| 8                             | Пасечник Роман Петрович       | 04.11.2010            | середня            | член Партії регіонів                          | ПСП «Мир», тракторист                                                  |
| 9                             | Водзинській Василь Сергійович | 04.11.2010            | середня            | член Партії регіонів                          | тимчасово не працює                                                    |
| 10                            | Ільяш Лариса Валентинівна     | 04.11.2010            | середня            | член Всеукраїнського об'єднання «Батьківщина» | ПСП «Мир», свинарка                                                    |
| 11                            | Євдокименко Галина Зосимівна  | 04.11.2010            | середня            | член Всеукраїнського об'єднання «Батьківщина» | Федосіївська загальноосвітня школа І-ІІ ст., вчитель початкових класів |
| Політична партія «Фронт Змін» |                               |                       |                    |                                               |                                                                        |
| 12                            | Руссул Світлана Ісидорівна    | 04.11.2010            | вища               | член Політичної партії «Фронт Змін»           | фермерське господарство «Федосіївське», бухгалтер                      |
| Соціалістична партія України  |                               |                       |                    |                                               |                                                                        |
| 2                             | Ярмуратій Анжела Анатоліївна  | 04.11.2010            | середня            | член Соціалістичної партії України            | Федосіївський фельдшерський пункт, завідувачка                         |
| 3                             | Сапанюк Наталя Валентинівна   | 04.11.2010            | середня            | позапартійна                                  | Федосіївський клуб, завідувачка                                        |
| 5                             | Тухар Оксана Сергіївна        | 04.11.2010            | вища               | член Соціалістичної партії України            | Федосіївська загальноосвітня школа І-ІІ ст., вчитель                   |
| Самовисування                 |                               |                       |                    |                                               |                                                                        |
| 6                             | Гіра Галина Афанасіївна       | 26.12.2010            | середня спеціальна | позапартійна                                  | Федосіївський дитячий садок, завідувачка                               |